# Kátoly
Kátoly is een plaats (község) en gemeente in het Hongaarse comitaat Baranya. Kátoly telt 339 inwoners (2001).